# Otwarte Muzeum Żydowskie w Radomsku
Otwarte Muzeum Żydowskie w Radomsku – placówka muzealna, która rozpoczęła działalność 2 czerwca 2014 w Radomsku.

## Historia
Pomysłodawczynią utworzenia muzeum jest Rachel Lea Kesselman, prezes Fundacji Yidelle Memory z Francji. Muzeum składa się z 50 kamiennych pamiątkowych płyt, o wymiarach 50 × 60 cm, wmurowanych w chodniki przy ulicach (m.in. 3 Maja, Bugaj, Joselewicza, Kościuszki, Narutowicza, Piłsudskiego, Przedborska, Reymonta, Warszyca, Wyszyńskiego, Żeromskiego) Radomska, wskazujących ważne wydarzenia związane ze społecznością żydowską mieszkającą przed II wojną światową w tym mieście i miejsca, w których dawniej znajdowały się żydowskie obiekty religijne i świeckie (domy modlitwy, synagogi, szkoły, zakłady). Jedna z płyt związana jest z José Ber Gelbardem, który urodził się w Radomsku, a następnie został ministrem gospodarki Argentyny. Drugim etapem tworzenia muzeum będzie ułożenie kostek brukowych, które wskażą granice getta radomszczańskiego, istniejącego w latach 1939–1943. Muzeum jest instytucją otwartą, czynną 24 godziny. W mediach pojawiła się informacją, że instytucja zmieniła nazwę na Muzeum Kesselman w Radomsku.

## Dewastacja
W nocy z 30 na 31 maja 2014 r. trzynaście płyt zostało potłuczonych. Jak ustaliła radomszczańska policja był to zwykły akt wandalizmu, który nie miał celu ideologicznego.